# Städtebaulicher Denkmalschutz
Der städtebauliche Denkmalschutz dient dem Schutz von historischen Stadtkernen als Flächendenkmal, damit diese als wichtiges kulturelles Erbe dauerhaft erhalten bleiben und dabei nicht verfälscht oder beeinträchtigt werden.
Mit dem Begriff Städtebaulicher Denkmalschutz werden gleichzeitig Programme bezeichnet, die in Deutschland von Bund und Ländern durchgeführt werden, um die Einheit zwischen Gebäude- und Stadtsanierung in ausgewählten Städten mit besonders bedeutsamen Stadtkernen zu bewirken. Diese Programme sind Bestandteil der Städtebauförderung.

## Städtebaulicher Denkmalschutz
Der städtebauliche Denkmalschutz ist eine Aufgabe und ein Programm zugleich. Gottfried Kiesow definierte die Aufgabe wie folgt:
„Wichtigste Aufgabe des städtebaulichen Denkmalschutzes ist es, dem Stadtdenkmal alle die Funktionen zu erhalten, die sich mit der Bewahrung der identifikationsstiftenden Werte wie Stadtgrundriss, Einbettung in die Landschaft, Straßen- und Platzräume sowie signifikanten Einzelbauten vereinbaren lassen.“

### Gebiete
Gebiete des Städtebaulichen Denkmalschutzes sind historische Stadtkerne von Städten und Stadtteilen mit siedlungsgeschichtlicher und denkmalpflegerischer Bedeutung. Dazu gehören neben dem Stadtkern auch Vorortkerne aus der Gründerzeit, nicht jedoch nur kleinere Quartiere oder Platz- und Straßenräume. Dabei soll der historische Stadtgrundriss (Straßen, Plätze, Parzellen, ablesbare Gebietsumgrenzung) noch erhalten und eine historische Bausubstanz vorhanden sein. In solchen Stadtteilen befinden sich viele bauliche Kulturdenkmale und Ensemble, aber auch Bodendenkmale und Industriedenkmale.

### Geschichtliche Entwicklung
Die Geschichte der Stadt und ihr Stadtgrundriss fanden in der Öffentlichkeit erst ab dem 19. Jahrhundert eine zunehmende Anerkennung. Anfang des 20. Jahrhunderts gaben sich einige Städte und Länder Statuten zum Schutz der Altstädte (z. B. Monschau, Limburg an der Lahn oder Hildesheim). Bedingt durch ein starkes Wachsen der Städte, Kriegszerstörungen, radikale Wiederaufbaumaßnahmen, neue Verkehrstrassen, maßstabslose Neubauten und kommerzielle Umbauten und durch den mangelnden Willen zum Gestalten fand nach dem Zweiten Weltkrieg eine weitere Innenstadtzerstörung statt.
Der Denkmalschutz beschränkte sich nach dem Zweiten Weltkrieg auf den Schutz von einzelnen Kulturdenkmalen mit dem Ziel, diese dauerhaft möglichst unverfälscht zu erhalten. Noch war die Bedeutung des Schutzes von Ensembles gering und in den Denkmalschutzgesetzen der Länder fanden sich nur Ansätze für den Schutz von Ensembles, so in dem Hamburger Gesetz „Zusammenstehende Gebäude“.
Nach der Behebung der ersten großen Wohnungsnot in der Nachkriegszeit war es im Rahmen der Stadterneuerung erforderlich, sich mehr den städtebaulichen Zusammenhängen zu widmen. Durch die Städtebauförderung und das Städtebauförderungsgesetz von 1971 wurde bundesweit ein Rechts- und Fördersystem mit differenzierten Förderprogrammen des Bundes und der Länder in der Bundesrepublik Deutschland zur Förderung von erneuerungsbedürftigen Stadtteilen mit erheblichen städtebaulichen Missständen eingeführt und von den für das Bauwesen zuständigen Landesministerien durchgeführt. 1971 und 1973 führten Bundesländer wie Baden-Württemberg und Bayern Begriffe wie Gesamtanlage oder Mehrheit baulicher Anlagen ein. Im Europäischen Denkmalschutzjahr wurde 1975 der Ensembleschutz propagiert.
In der DDR waren nach 1945 der Wiederaufbau und die Rekonstruktion alter Bauten war eher die Ausnahme, auch wenn 1950 gemäß den Arbeitsrichtlinien für die Planung der Städte in den zentralen Bezirken die historischen Gebäude erhalten bleiben sollten. Erstes Ziel war der Neubau, ab 1965 durch eine industrialisierte Plattenbauweise. Das Denkmalpflegegesetz 1975 zeigt einen Wandel, und schließlich wurden über 230 geschichtlich oder städtebaulich wichtige Stadtkerne oder Stadtanlagen als Flächendenkmale von regionaler, nationaler und internationaler Bedeutung in einer zentralen Denkmalliste unter Schutz gestellt, jedoch ohne Konsequenz. Die Stadtkerne verfielen weiterhin.

## Die ProgrammeStädtebaulicher Denkmalschutz
Der erhebliche Sanierungsstau in den historischen Stadtkernen Ostdeutschlands führte nach der Wiedervereinigung zur Einführung des neuen Städtebauförderungsprogramms „Städtebaulicher Denkmalschutz“ (Motto: Rettet die Altstädte). Durch das Bund-Länder-Programm sollen „bau- und kulturhistorisch wertvolle Stadtkerne und -bereiche mit denkmalwerter Bausubstanz in ihrer baulichen Geschlossenheit erhalten und zukunftsweisend weiter entwickelt werden“. Eine interdisziplinäre Expertengruppe berät Bund und Länder bei der Weiterentwicklung des Programms.
Von 1991 bis 2008 wurden in 178 Städten der neuen Länder rund 4,6 Mrd. Euro Fördermittel (davon 1,7 Mrd. Euro seitens des Bundes) eingesetzt. Das Programm wurde 2009 auf die alten Bundesländer ausgeweitet. 2010 erhielten dort 117 Städte Fördermittel.
Am 9. Juni 2010 teilte Bundesminister Peter Ramsauer den Mitgliedern des „Bundestagsausschusses für Verkehr, Bau- und Stadtentwicklung“ mit, dass die Bundesmittel für die Städtebauförderung in den Folgehaushalten des Bundes um 50 % gekürzt werden sollen – der Städtebauliche Denkmalschutz wäre davon im Umfang von 50 Millionen Euro pro Jahr betroffen. Da diese Mittel üblicherweise von Ländern, Kommunen und anderen fördernden Institutionen projektergänzend auf die doppelte bis dreifache Summe ergänzt werden, die dann ebenfalls wegfielen, warnte der Vorsitzende der Deutschen Stiftung Denkmalschutz, Gottfried Kiesow, in einer Presseerklärung vor einem Kahlschlag. „Die von Bundesminister Ramsauer angekündigte Halbierung der Programmmittel in der Städtebauförderung ist ein Fehler“, so Kiesow. Die Kürzung „gefährdet den Erhalt unseres kulturellen Erbes“. Entgegen den Befürchtungen wurden 2013 immerhin 96 Mio. Euro Fördermittel zur Erhaltung historischer Stadtquartiere und Stadtkerne zur Verfügung gestellt.

## Ziele und Durchführung
Die Rettung der Altstädte, als historische Zeugnisse, als Ausdruck politischer, sozialer, kultureller, und wirtschaftlicher Zentralität, als Konzentration von Vielfalt und als ästhetische Stadträume mit hoher Aufenthaltsqualität schafft eine materiell und sinnlich wahrnehmbare gesellschaftliche Identität. Die Lebensqualität der Bürger wird deutlich verbessert.
Eine ganzheitliche, sich ständig anpassende städtebauliche Planung als integrierter Prozess aller Akteure ist der Beginn und die Begleitung jeder Gesamtmaßnahme im Bereich des Städtebaulichen Denkmalschutzes. Die enge Zusammenarbeit von Gemeinde, Stadtplaner, Denkmalschützer, Sanierungsträger und Bauherrn ist deshalb erforderlich, um gesellschaftliche und private Konflikte zu verringern. Für eine erfolgreiche städtebauliche Gesamtmaßnahme muss ein gestärktes öffentliches Interesse bestehen.
Die Programme zum Städtebaulichen Denkmalschutz werden wie die Städtebauförderungsprogramme vom Bundesbauministerium koordiniert und von den für das Bauen zuständigen Landesministerien mit den Gemeinden durchgeführt.

## Recht
Der rechtliche Schutz von historischen Stadtkernen ist nicht besonders geregelt, sondern findet sich in folgenden Regelungen:
- Das besondere Städtebaurecht des Baugesetzbuches (§§ 136 ff. BauGB) ist die rechtliche Grundlage für Sanierungs- und Fördergebiete.
- Durch die Verwaltungsvereinbarungen zwischen Bund und Ländern wird die Gewährung der Finanzhilfen geregelt (siehe § 164b BauGB).
- Die Städtebauförderungsrichtlinien, die jährlichen Programme zur Städtebauförderung und die Erlasse der Länder bestimmen Umfang und Durchführung von Maßnahmen des Städtebaulichen Denkmalschutzes.
- Für den Denkmalschutz und für die Denkmalpflege haben die Bundesländer im Rahmen ihrer Kulturhoheit die Kompetenz der Gesetzgebung und der Förderung.
- Die erforderlichen Sanierungs-, Erhaltungs- und Gestaltungssatzungen, die Ausweisungen von Fördergebieten für die historischen Stadtkerne und die Beauftragung von Sanierungsbeauftragten können die Gemeinden in eigener Verantwortung beschließen.
- Die Durchführung der städtebaulichen Gesamtmaßnahmen erfolgt in der Verantwortung der Gemeinden.

## Weblink
- Website der „Bundestransferstelle Städtebaulicher Denkmalschutz“